# Cardepia ghigii
Cardepia ghigii är en fjärilsart som beskrevs av Turati 1921. Cardepia ghigii ingår i släktet Cardepia och familjen nattflyn. Inga underarter finns listade i Catalogue of Life.